# NTP S-H Wattenmeer und angrenzende Küstengebiete
NTP S-H Wattenmeer und angrenzende Küstengebiete este o arie protejată (arie specială de conservare — SAC, sit de importanță comunitară — SCI) din Germania întinsă pe o suprafață de 452.101 ha, integral pe uscat.

## Localizare
Centrul sitului NTP S-H Wattenmeer und angrenzende Küstengebiete este situat la coordonatele 54°32′00″N 8°27′41″E / 54.5333°N 8.4614°E.

## Înființare
Situl NTP S-H Wattenmeer und angrenzende Küstengebiete a fost declarat sit de importanță comunitară în septembrie 2004 pentru a proteja 8 specii de animale. Situl a fost protejat și ca arie specială de conservare în ianuarie 2010.

## Biodiversitate
Situată în ecoregiunea atlantică, aria protejată conține 18 habitate naturale: Bancuri de nisip acoperite în permanență slab de apă marină, Estuare, Terase mlăștinoase și terase nisipoase neacoperite de apă la reflux, Lagune de coastă, Golfuri mici largi și golfuri puțin adânci, Recifuri, Vegetație anuală la limita mareei, Vegetație perenă pe țărmurile stâncoase, Salicornia și alte specii anuale care populează regiunile mlăștinoase și nisipoase, Pajiștile Spartina (Spartinion maritimae), Pășuni atlantice udate de apa mării (Glauco-Puccinellietalia maritimae), Dune mobile cu vegetație embrionară, Dune mobile de-a lungul țărmului cu Ammophila arenaria („dune albe”), Dune de coastă fixe cu vegetație erbacee („dune gri”), Dune fixe decalcificate cu Empetrum nigrum, Dune cu Salix repens ssp. argentea (Salicion arenariae), Dune împădurite din regiunile atlantică, continentală și boreală, Depresiuni intradunale umede.
La baza desemnării sitului se află mai multe specii protejate:
- mamifere (4): Halichoerus grypus, vidră de râu (Lutra lutra), focă obișnuită (Phoca vitulina), marsuin (Phocoena phocoena)
- pești (4): Alosa fallax, Coregonus oxyrhynchus, Lampetra fluviatilis, Petromyzon marinus

Pe lângă speciile protejate, pe teritoriul sitului au mai fost identificate 2 specii de amfibieni.